# Hajkaz Kostanian
Hajkaz Kostanian (orm. Կոստանյան Հայկազ Արշակի, ros. Айказ Аркадьевич Костанян, ur. 1898 w Tbilisi, zm. 21 kwietnia 1938) – armeński rewolucjonista, radziecki działacz partyjny.

## Życiorys
Od 1916 członek SDPRR(b), 1916-1917 studiował w seminarium w Eczmiadzynie (nie ukończył), a 1917-1918 na Wydziale Medycznym Uniwersytetu Saratowskiego (nie ukończył), od marca do października 1917 był agitatorem bolszewickim w Balaxanı k. Baku. Od 1918 sekretarz Biura Armeńskiej Sekcji Komunistycznej przy Saratowskim Komitecie RKP(b), później sekretarzem Saratowskiego Oddziału ds. Narodowości i zastępcą kierownika Saratowskiego Oddziału Edukacji Narodowej, od stycznia do listopada 1920 przewodniczący Zagranicznego Biura KC Komunistycznej Partii (bolszewików) Armenii, 1920 aresztowany w Tbilisi, w lipcu 1920 zbiegł do Baku. Od 10 września 1920 członek KC KP(b)A, od 7 grudnia 1920 ludowy komisarz pracy i ludowy komisarz ubezpieczeń społecznych Komitetu Rewolucyjnego Armenii, później do 1922 ludowy komisarz spraw wewnętrznych Armenii, od października 1922 do 30 listopada 1925 sekretarz KC Komunistycznej Partii (bolszewików) Gruzji. Od 1925 do kwietnia 1928 kierownik Wydziału Organizacyjnego i członek Sekretariatu Ogólnoświatowej Międzynarodówki Związków Zawodowych, 1926-1928 studiował na Wydziale Historycznym Instytutu Czerwonej Profesury, od 8 kwietnia 1928 do 7 maja 1930 I sekretarz KC KP(b)A, od 12 maja do grudnia 1930 I sekretarz Krymskiego Komitetu Obwodowego WKP(b). Od 13 lipca 1930 do 26 stycznia 1934 członek Centralnej Komisji Kontrolnej WKP(b), 1931-1934 sekretarz Ogólnoświatowej Międzynarodówki Związków Zawodowych, od sierpnia 1934 do lipca 1937 szef Wydziału Politycznego Kolei im. Dzierżyńskiego, od stycznia 1936 do lipca 1937 członek Rady przy Ludowym Komisariacie Komunikcji Drogowej ZSRR. Odznaczony Orderem Lenina (4 kwietnia 1936).
10 lipca 1937 aresztowany, 20 kwietnia 1938 skazany na śmierć przez Wojskowe Kolegium Sądu Najwyższego ZSRR pod zarzutem przynależności do kontrrewolucyjnej organizacji terrorystycznej i następnego dnia rozstrzelany. 9 maja 1956 pośmiertnie zrehabilitowany.